# 関西空港自動車道
関西空港自動車道（かんさいくうこうじどうしゃどう、英語: KANSAI-KUKO EXPWY）は、大阪府泉佐野市の阪和自動車道から関西国際空港へのアクセス道路として建設された高速自動車国道である。略称は関西空港道（かんさいくうこうどう）、関空道（かんくうどう）。
高速道路ナンバリングによる路線番号は、関西国際空港連絡橋とともに「E71」が割り振られている。

## 概要
阪和自動車道の泉佐野JCTより分岐して、りんくうJCTで関西国際空港連絡橋（スカイゲートブリッジR）に接続する。
路線は国土開発幹線自動車道には指定されておらず、高速自動車国道の路線を指定する政令によって高速自動車国道の指定がなされている。政令による正式な路線名は関西国際空港線である。
一般道路（一般部）として、国道481号が平行している。大阪市・神戸市などから関西国際空港へは阪神高速4号湾岸線を経由した方が時間的に早く、近くしかも割安である。また、関西空港へのアクセスというよりもむしろ阪神高速4号湾岸線（大阪・神戸方面）から和歌山・白浜方面への接続道路として利用されている。京都・奈良・大阪方面からの空港連絡バスも堺泉北道路と阪神高速4号湾岸線を利用している。

## インターチェンジなど
- 全区間大阪府泉佐野市内に所在。
- IC番号欄の背景色が■である区間は既開通区間に存在する。施設欄の背景色が■である区間は未開通区間または未供用施設に該当する。未開通区間の名称は全て仮称である。
- 略字は以下の項目を示す。
IC：インターチェンジ、JCT：ジャンクション、TB：本線料金所。

| IC 番号                | 施設名      | 接続路線など       | 起点 から (km) | 備考                                   |
| ---------------------- | ----------- | ------------------ | -------------- | -------------------------------------- |
| 18                     | 泉佐野JCT   | E26 阪和自動車道   | 0.0            |                                        |
| -                      | 泉佐野TB    |                    |                |                                        |
| 1                      | 上之郷IC    | 国道481号          | 1.0            | 阪和自動車道方面ハーフインターチェンジ |
| 2                      | 泉佐野IC    | 国道481号 国道26号 | 4.1            | 阪和自動車道方面ハーフインターチェンジ |
| 3                      | りんくうJCT | 阪神高速4号湾岸線  | 6.6            |                                        |
| E71 関西国際空港連絡橋 |             |                    |                |                                        |

- 関西空港自動車道内のインターチェンジはすべて阪和自動車道方面のハーフICである。関西国際空港方面へは関西国際空港連絡橋のりんくうインターチェンジを利用する。
- 関西空港自動車道内には、サービスエリア (SA) やパーキングエリア (PA) などの休憩施設は設置されていない。

## 歴史
- 1994年（平成6年）4月2日 : 泉佐野JCT - りんくうJCT間開通により全線開通

## 道路管理者
- NEXCO西日本 関西支社
  - 阪奈高速道路事務所 : 全線

## 車線・最高速度
| 区間                  | 車線 上下線=上り線+下り線 | 最高速度              |
| --------------------- | ------------------------- | --------------------- |
| 泉佐野JCT-りんくうJCT | 4=2+2 （一部6=3+3)        | 80 km/h (一部100km/h) |

## 交通量
24時間交通量（台）　道路交通センサス
| 区間                   | 平成11（1999）年度 | 平成17（2005）年度 | 平成22（2010）年度 | 平成27（2015）年度 | 令和3(2021)年度 |
| ---------------------- | ------------------ | ------------------ | ------------------ | ------------------ | --------------- |
| 泉佐野JCT - 上之郷IC   | 16,040             | 16,736             | 19,295             | 20,322             | 17,015          |
| 上之郷IC - 泉佐野IC    | 13,416             | 14,005             | 16,311             | 17,478             | 14,623          |
| 泉佐野IC - りんくうJCT | 10,817             | 09,616             | 12,596             | 13,949             | 11,354          |

（出典：「平成17年度　道路交通センサス（大阪府ホームページ）平成22年度道路交通センサス」・「平成27年度全国道路・街路交通情勢調査」・「令和3年度　全国道路・街路交通情勢調査｣
（国土交通省ホームページ）より一部データを抜粋して作成）
- 令和2年度に実施予定だった交通量調査は、新型コロナウイルスの影響で延期された[3]。

2002年度 日交通量（台）
- 全線（平均） : 14,706（前年度比不明）

## 地理

### 通過する自治体
- 大阪府
  - 泉佐野市

### 接続する高速道路
- E26 阪和自動車道（泉佐野JCTで接続）
- 阪神高速4号湾岸線（りんくうJCTで接続）
- E71 関西国際空港連絡橋（スカイゲートブリッジR）（りんくうJCTで直結）